# 224617 Micromegas
224617 Micromegas este o planetă minoră (asteroid) din centura de asteroizi. A fost descoperită pe 22 decembrie 2005 la Nogales de Jean-Claude Merlin⁠(d) și a fost numită după Micromégas⁠(d). 
Obiectul prezintă o orbită caracterizată de o semiaxă mare de 2,999029598636 UAi, o excentricitate de 0,07, o înclinație de 2,2 ° în raport cu ecliptica.